# Parlagi rózsa
A parlagi rózsa (Rosa gallica) a rózsafélék (Rosaceae) családjába tartozó rózsafaj.
Gyakori magyar neve még a bársonyrózsa, illetve az angol gallic rose tükörfordításaként ismert a gall rózsa elnevezés is. Régies elnevezései közé tartozik a tarka rózsa és a törpe rózsa. Megtalálható e növényfaj a Csanádi-háton is.
A telt virágú, többnyire rózsaszín vagy piros fajták erősen illatosak: Franciaországban Provence környékén némelyiket olajáért nagy területeken termesztették.
Az ‘Officinalis’ fajta volt a rózsák háborújában a Lancaster-ház piros rózsája.

## Képek

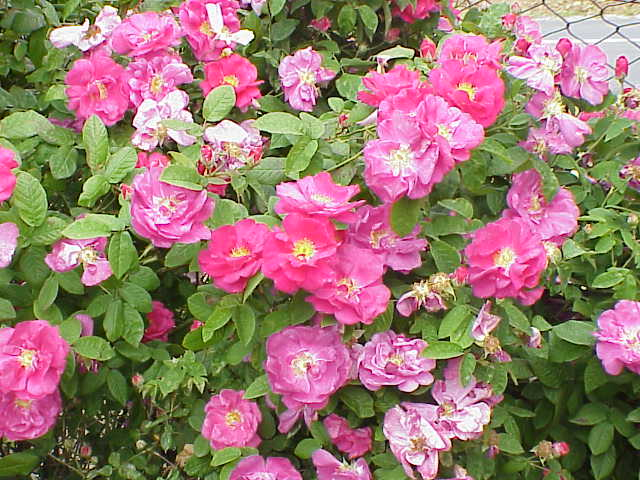
Rosa gallica ‘Officinalis’
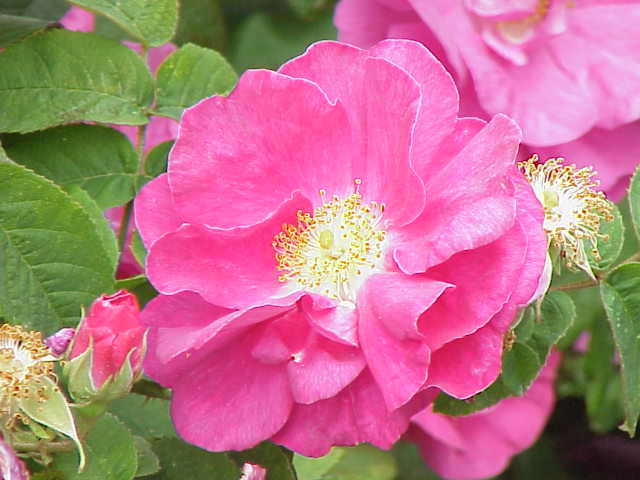
Rosa gallica ‘Officinalis’
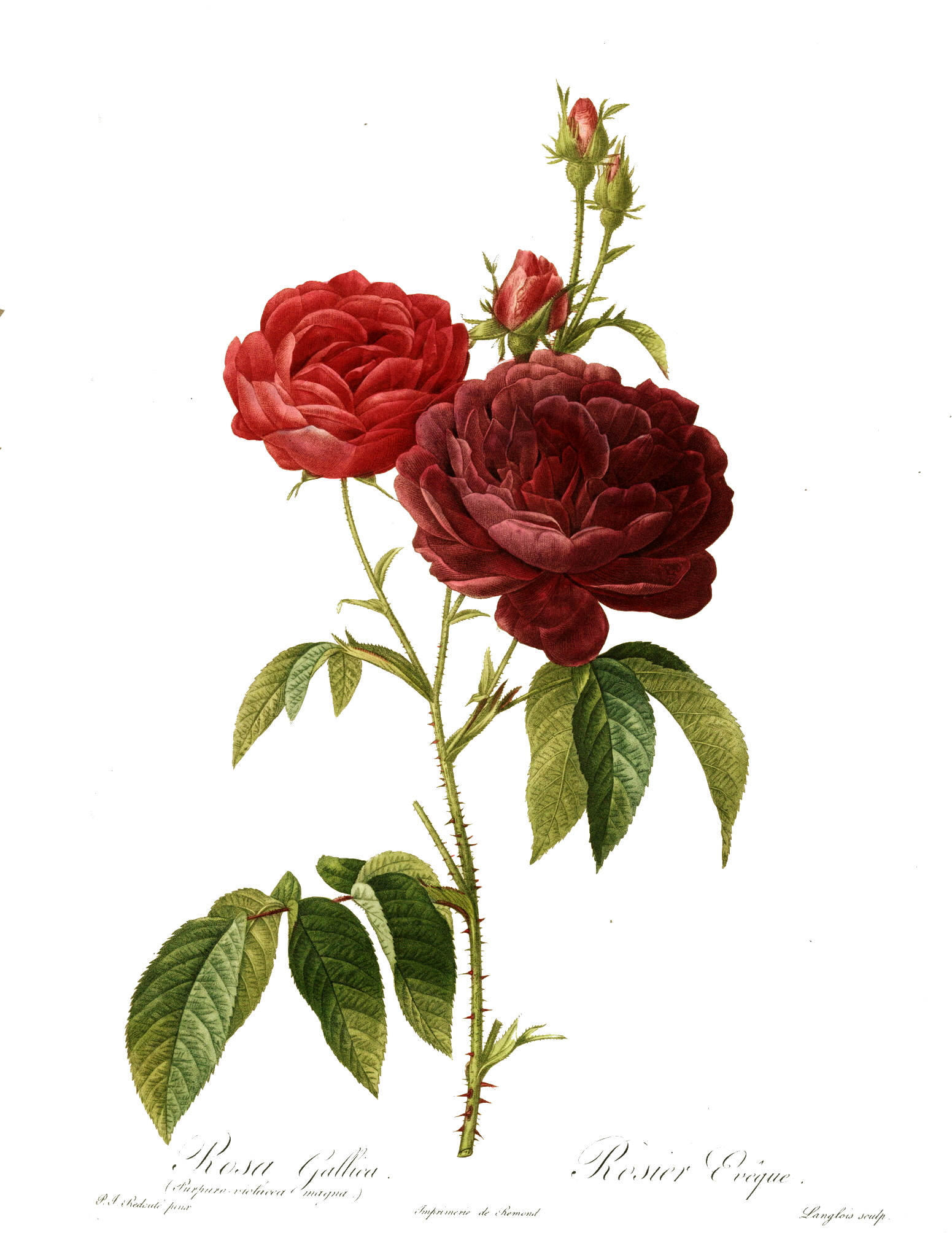
A parlagi rózsa herbáriumi illusztrációja